# Los Encantados

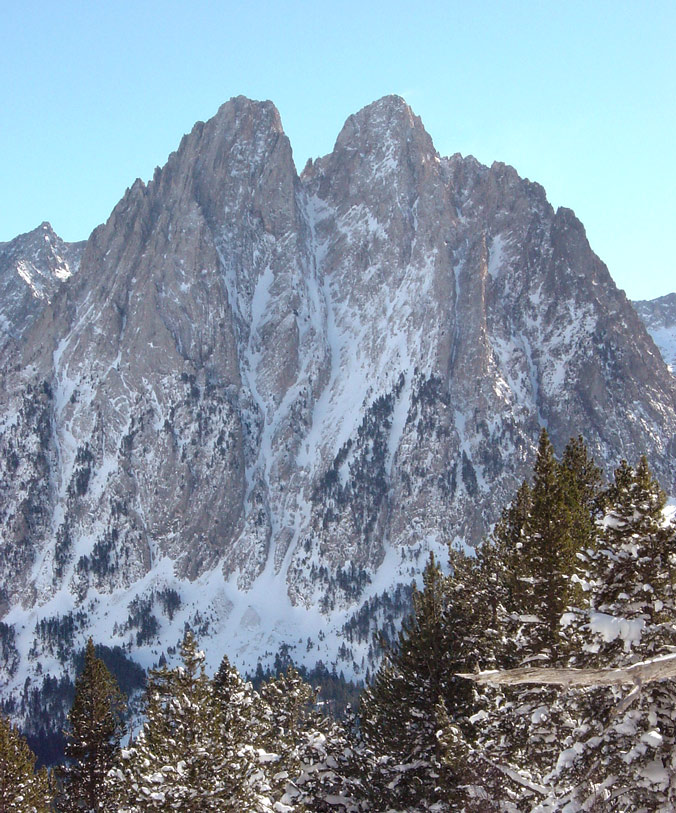
Los Encantados vistos desde el camino de Amitges.

Los Encantados (en catalán: Els Encantats) son dos picos situados en los Pirineos, al sur del lago de San Mauricio, a la derecha del río Escrita, en sentido orográfico. Forma parte de la cabecera de la Noguera Pallaresa. Administrativamente el territorio pertenece al municipio de Espot, en la comarca del Pallars Sobirá (provincia de Lérida, Cataluña, España) y está incluido en el parque nacional de Aigüestortes y Lago de San Mauricio.
La punta oeste, el Pequeño Encantado (en catalán: Petit Encantat) tiene una altitud de 2738 metros y el Gran Encantado (en catalán: Gran Encantat) una altitud de 2747 metros. Están separados por una gran brecha o garganta de 2624 metros.

## Geología
Los Encantados forman parte de un conjunto de rocas metamórficas, las cuales provienen de la transformación de rocas sedimentarias a causa de las condiciones de temperatura y presión a que se vieron sometidas. Estas rocas han dado lugar a estas cimas tan emblemáticas, formadas por calizas metamórficas.
Petrográficamente, el valle del Escrita está formado por el mismo granito normal del eje axial pirenaico; pero estos dos picos son de pizarra plegada y roca calcárea, de una calidad no muy buena pero que, no obstante, ha dado lugar a estas espectaculares agujas.

## Etimología
El nombre proviene, como el de otras muchas montañas, de una antigua leyenda. Parece ser que dos cazadores, una mañana de domingo, deseando ser los primeros en dar caza al rebeco, no acudieron a la misa dominical, por lo cual fueron maldecidos quedando petrificados para siempre, convertidos en esos dos picos verticales.

## Alpinismo
Las primeras ascensiones del Gran Encantado, por la vía normal, realizadas en el año 1901, son atribuidas a Negrín, Romeo, Salles y Ciffre, según el pirineísta Patrice de Bellefont. El Pequeño Encantado fue escalado, al año siguiente, por Astorg, Castagne y Brulle. Según Bellefont, también el Canal Central (actualmente la vía normal en invierno), fue remontado por primera vez en 1936, por el escalador italiano Emilio Comici.
No obstante, en Cataluña, se considera, tradicionalmente, que fue mosén Jaime Oliveras el primero que escaló esta montaña (el Gran Encantado) en el año 1910. Lo cierto es que, en el verano de 1911 y en solitario, escaló el Pequeño Encantado, teniendo que superar infinitas dificultades y corriendo evidentes peligros. Esta ascensión tuvo una repercusión que no tuvieron las otras, a causa, posiblemente, de la popularidad de que gozaba Oliveras entre la sociedad de la época.
A día de hoy son numerosos los alpinistas o escaladores que intentan alguna de las vías normales de ascensión. La más concurrida es la del Gran Encantado, por el valle de Monestero, con una graduación de «poco difícil», pese a que algunos tramos son bastante arriesgados y peligrosos. Al Pequeño Encantado se sube, habitualmente, desde la garganta, pero la escalada de estos cien metros está clasificada como «muy difícil» (pasos de 4.º grado) ya que se trata de una pared vertical de roca no muy segura. El descenso se hace en rápel (doble cuerda) por la misma vía por la que se ha subido.

## Turismo
Por su situación, dentro del parque nacional, Los Encantados son contemplados por un gran número de visitantes. A pesar de no tener una altura demasiado notable para la cordillera, su esbelta y curiosa silueta bicéfala ha dado lugar a una de las más conocidas imágenes publicitarias de los Pirineos.
Tanto en invierno como en primavera, es frecuente la realización de ascensiones por el espectacular Canal Central hasta la brecha que separa ambas agujas. La pendiente media es de unos 50° y, si la calidad de la nieve es la adecuada, sólo presenta dificultades en la salida de la garganta, cuyas rocas (ya suficientemente dificultosas) acostumbran a estar cubiertas de hielo. El descenso se realiza por la vía normal del Gran Encantado.